# Shido-ji

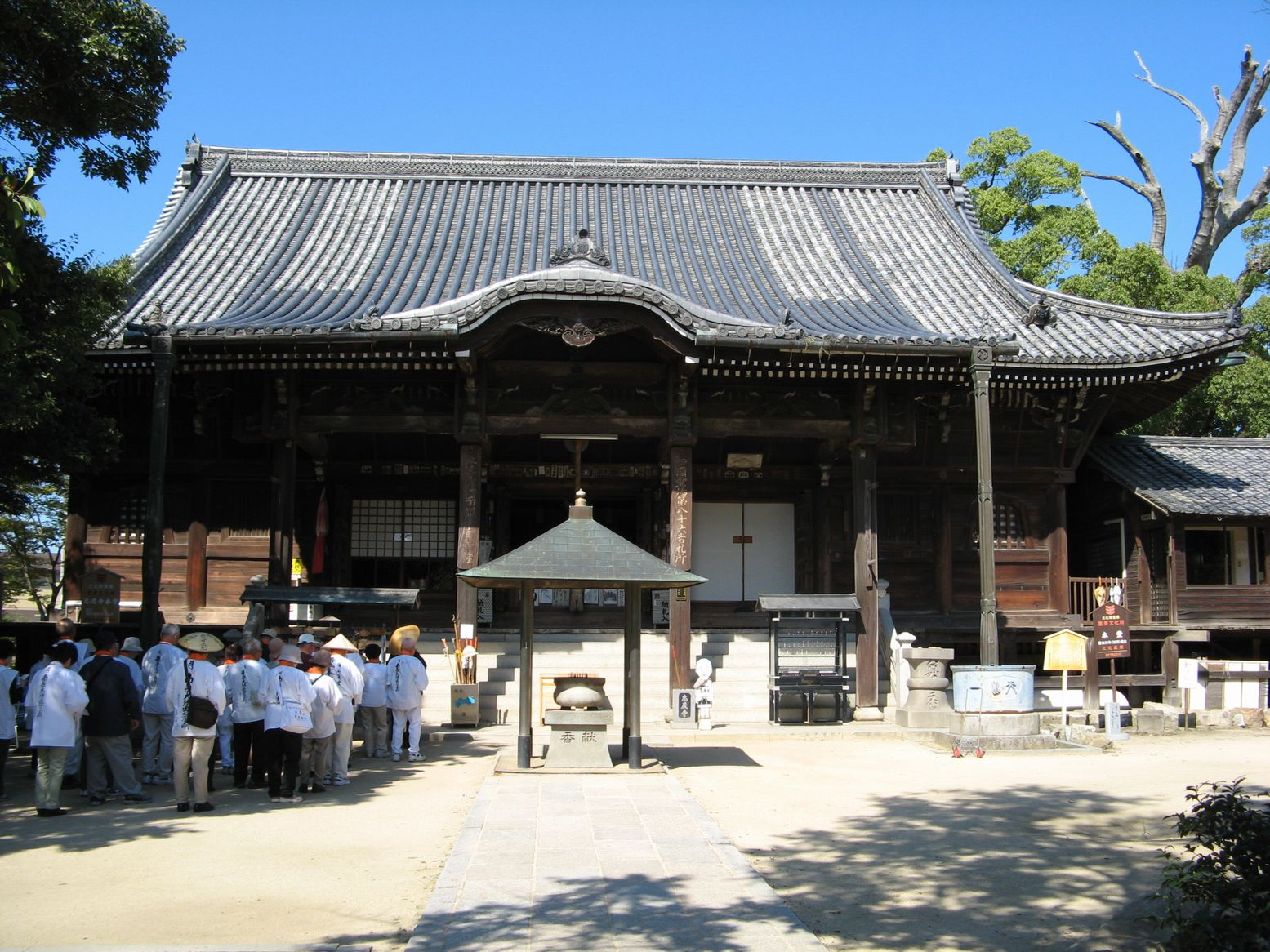
Haupthalle

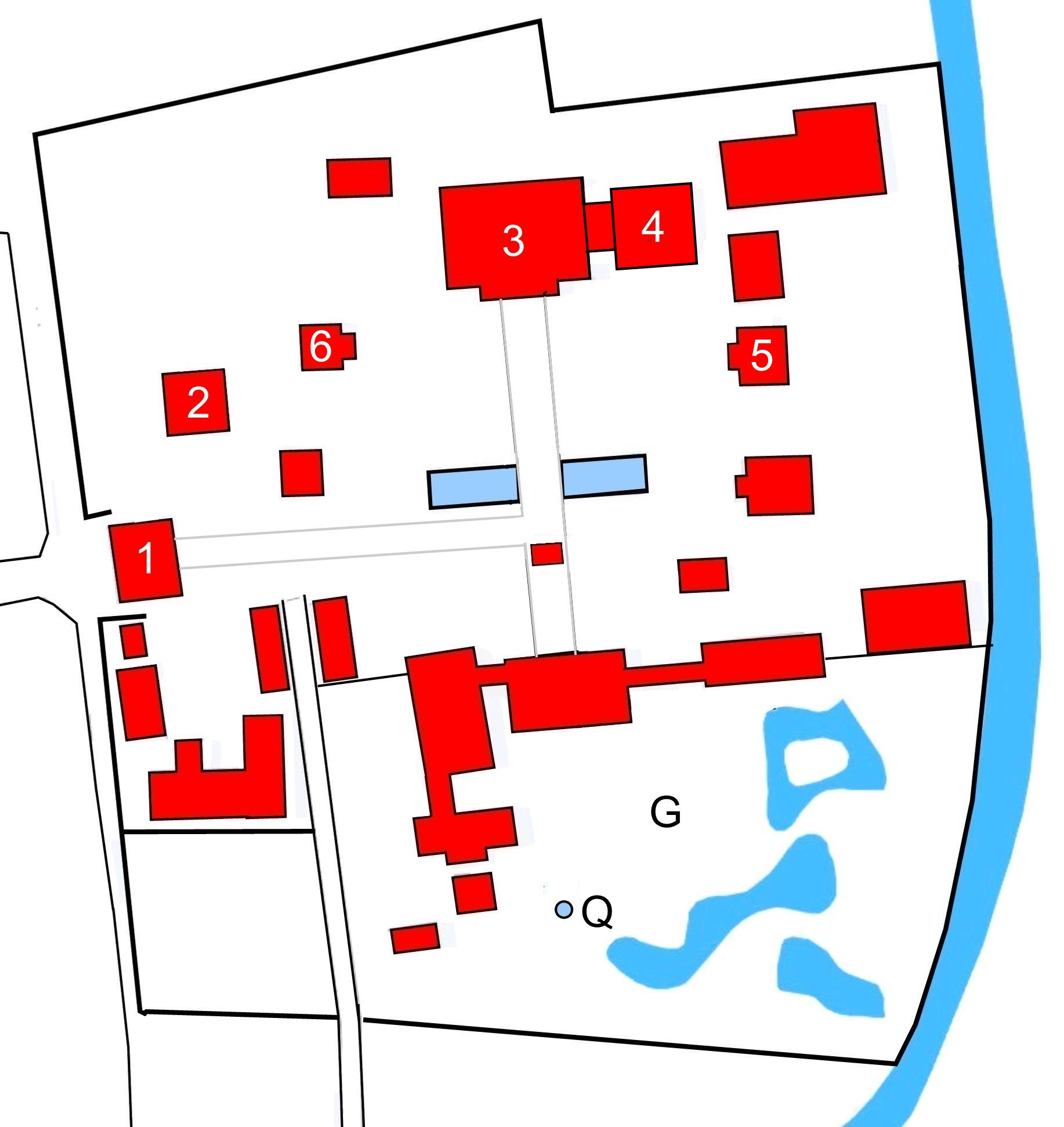
Plan des Tempels (s. Text)

Der Shido-ji (japanisch 志度寺) mit den Go Fudarakusan (補陀落山) und Shōjōkōin (清浄光院) ist ein Tempel der Shingon-Richtung des Buddhismus in der Stadt Sanuki in der Präfektur Kagawa. Es ist der 86. Tempel des Shikoku-Pilgerwegs.

## Geschichte
Auf Grund alter Dachziegel, die man auf dem Tempelgelände gefunden hat, kann man auf eine Gründung des Tempels gegen Ende der Heian-Zeit schließen. Es ist die Gegend, in der die Taira nach der Schlacht von Yashima im März 1185 auch in Shido in Kämpfe verwickelt wurden, bevor sie sich nach Westen absetzten.

## Die Anlage
Das Tempeltor ist als Niō-Tor (仁王門; 1) ausgeführt, also als Tor mit den Figuren der Tempelwächter rechts und links vom Durchgang. Es wurde vom ersten Fürsten (Daimyō) des Takamatsu-han, Matsudaira Yorishige (松平頼重; 1622–1695), gestiftet. Es wurde im Jahr 1670 errichtet und ist eins der Bauwerke, deren Erbauungszeit genau bekannt ist. Das Tor ist als „Acht-Säulen-Tor“ (八脚門, Hakkyaku-mon) ausgeführt, wobei die sehr massiven Säulen in der Tradition des Shingon stehen. Die beiden Tempelwächter (金剛力士, Kongōrikishi) sind als Kulturgut der Präfektur registriert. Sie stammen aus der Kamakura-Zeit und sind typisch für diese.
Auch die Haupthalle (本堂, Hondō; 3) wurde, wie ein Blatt im Dachgebälk belegt, im Jahr 1670 von Matsudaira Yorishige gestiftet. Sie steht auf massiven Säulen und ist verhältnismäßig breit zur Tiefe, wie es bei Tempeln alter Zeit üblich war. Sie ist als Wichtiges Kulturgut Japans registriert (im Folgenden mit ◎ markiert). Mit der Haupthalle verbunden ist die Daishidō (大師堂; 4), die Halle, in der der Tempelgründer verehrt wird.
Die fünfstöckige Pagode (五重塔, Gojū-no-tō; 2) wurde zwischen 1971 und 1973 als Geschenk eines Unternehmers aus der Gegend errichtet. – Weitere Gebäude sind die Emma-Halle (閻魔堂, -dō; 5) neben der Haupthalle und die Datsueba-Halle (奪衣婆堂, -dō; 6) neben der Pagode. Ihre Namen weisen sie als Andachtsstätten für Verstorbene aus.
Der Garten der Abtei (G) stammt in der heutigen Form aus dem 20. Jahrhundert. Er trägt den Namen „Musentei“ (無染庭), also etwa  „Ungefärbter Garten“, lehnt sich in seiner Gestaltung an den klassischen Wandelgarten an. Die Quelle (Q) im Garten führt den Namen „Otsuji no ido“ (お辻の井戸), also „Quelle der Otsuji“, also einer Frau, mit deren Schicksal sie verbunden ist.

## Schätze des Tempels
Die Haupthalle wird auch Kannon-Halle (観音堂) genannt, da dort eine Elfgesichtige Kannon (十一面観音, Jūichimen Kannon; ◎) flankiert von zwei Beschützern, nämlich den Heiligen Fudomyōō (不動明王) und Bishamonten (毘沙門天), verehrt wird. Diese Trinität stammt aus Tempelanlagen am Berg Hiei. Die Gruppe stammt aus dem Ende des 12. Jahrhunderts, also aus der Gründungszeit des Tempels. Der Tempel besitzt noch eine buddhistische Figur, die als Kulturgut der Präfektur registriert ist. Die Gestaltung des Körpers deutet auf die mittlere Heian-Zeit hin, die des Kopfes aber auf die Muromachi-Zeit.
Wie der Zusatzname Fudaraku-san andeutet, steht die Verehrung der Kannon hier im Mittelpunkt. So findet sich auch eine auf Seide farbig gemalte elfköpfige Kannon (絹本着色十一面観音像, Kembon chakushoku juichimen kannon-zo; ◎) im Besitz des Tempels.
Neben Bildern besitzt der Tempel auch die auf Seide gemalte „Gründungsgeschichte des Shido-Tempels“ (絹本着色志度寺縁起, Kembon chakushoku Shidoji engi; ◎), deren Niederschrift sich auf Grund von Jahreszahlen im Dokument auf die Zeit zwischen 1317 und 1343 festlegen lässt. Unter den sieben Geschichten im Text findet sich auch die von der Schmuck findenden (Muschel-)Taucherin (海女, Ama), die Vorlage für das Lied „Die Taucherin“ geworden ist.

## Bilder

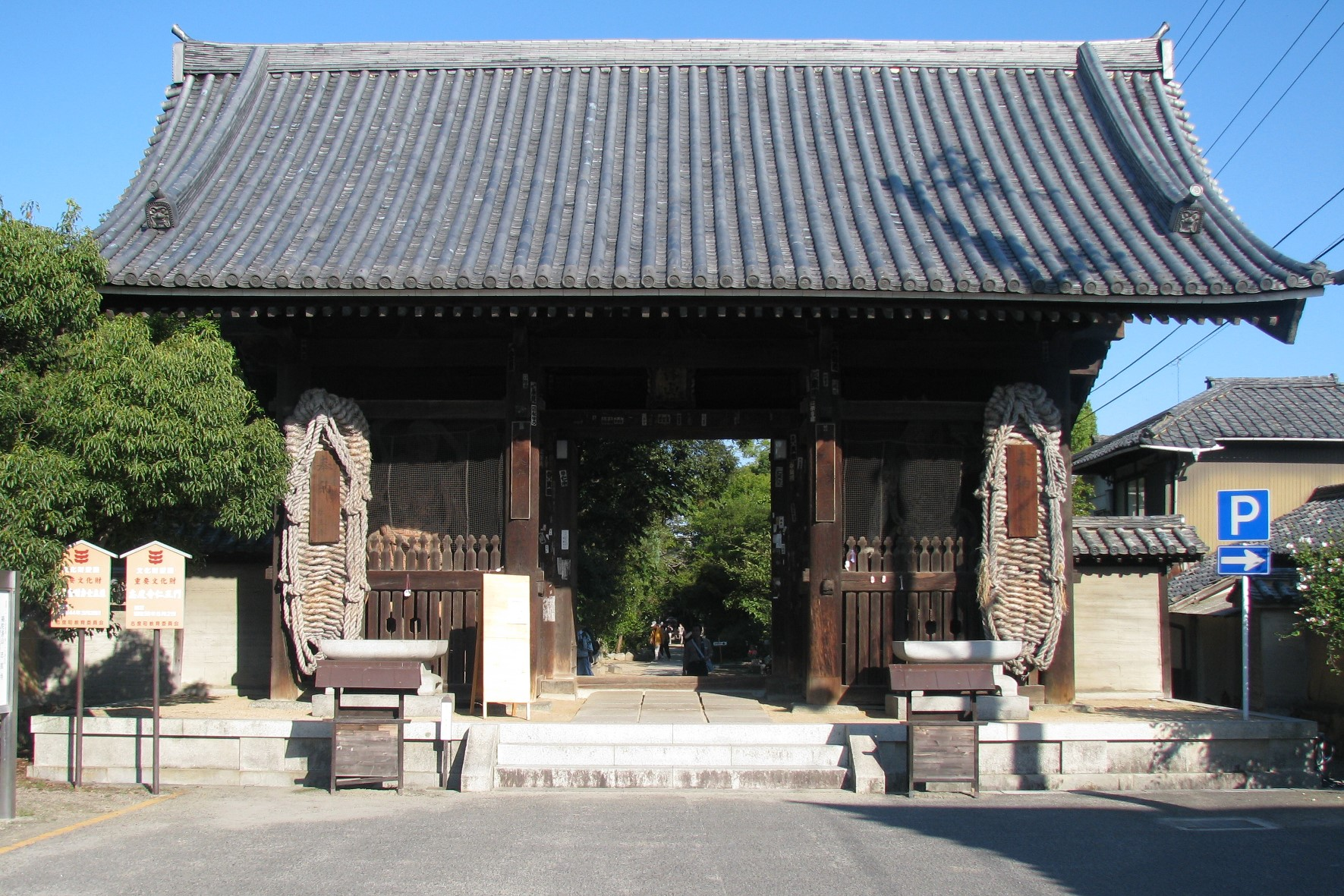
Tempeltor
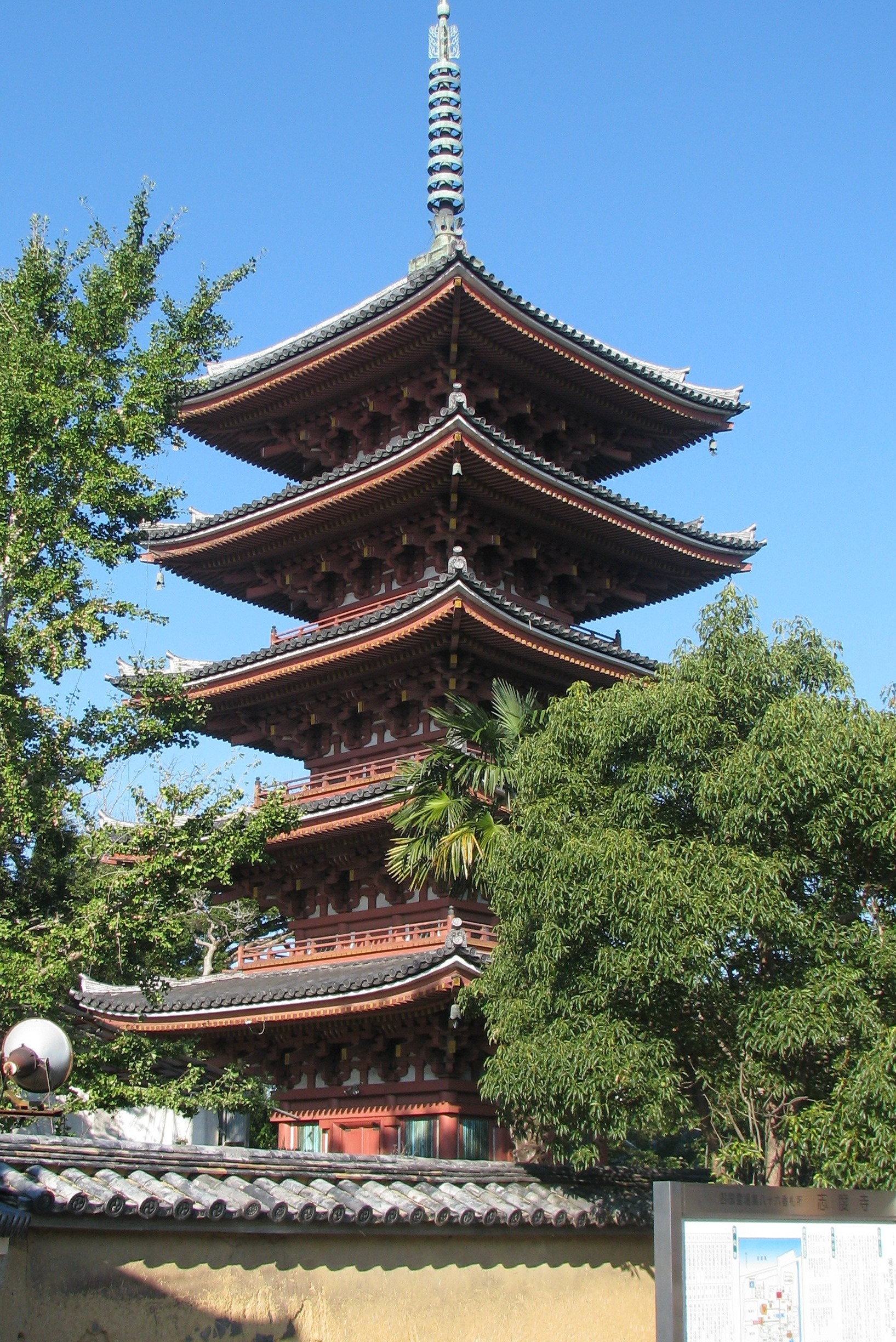
Pagode
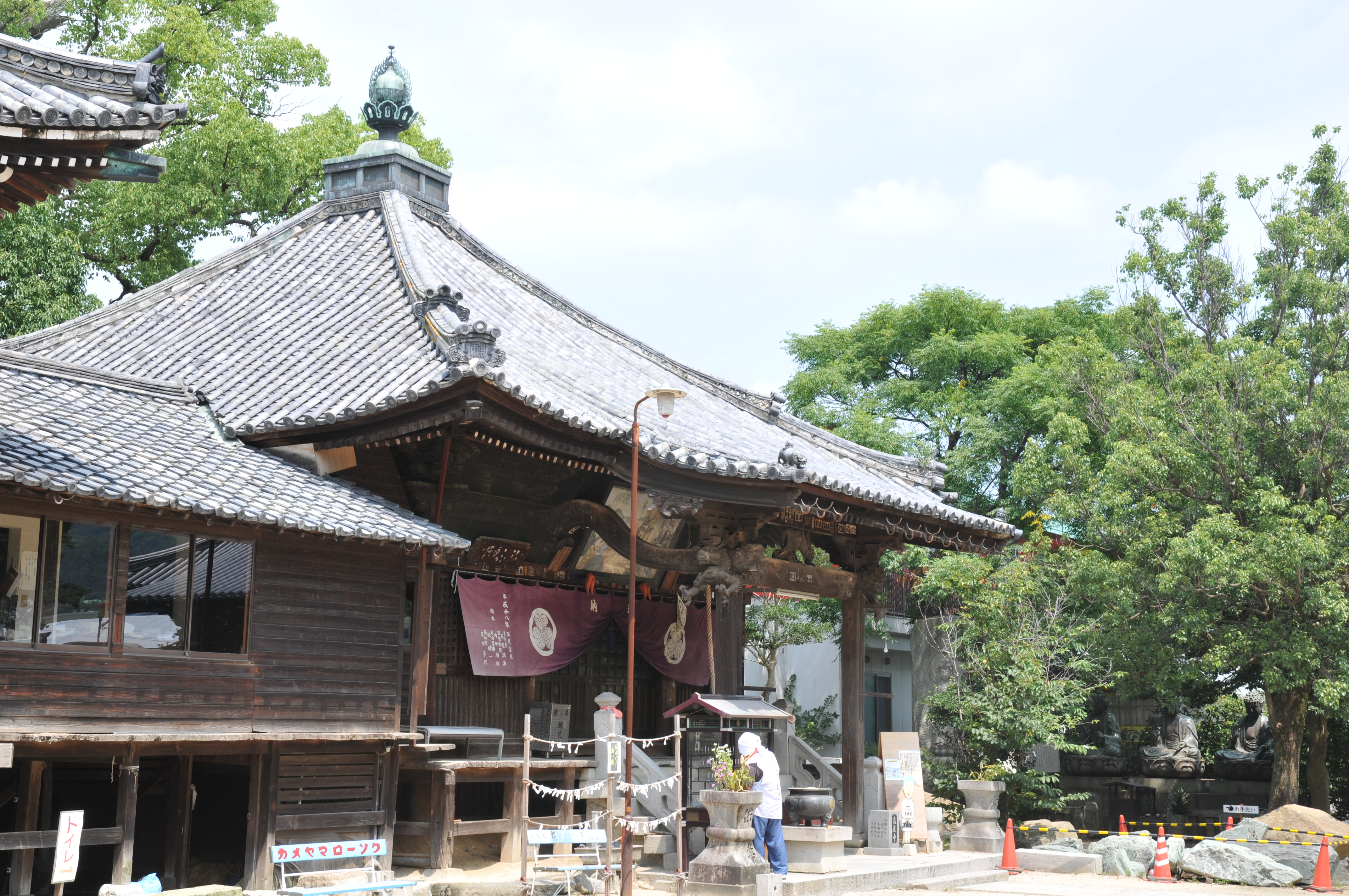
Daishi-dō
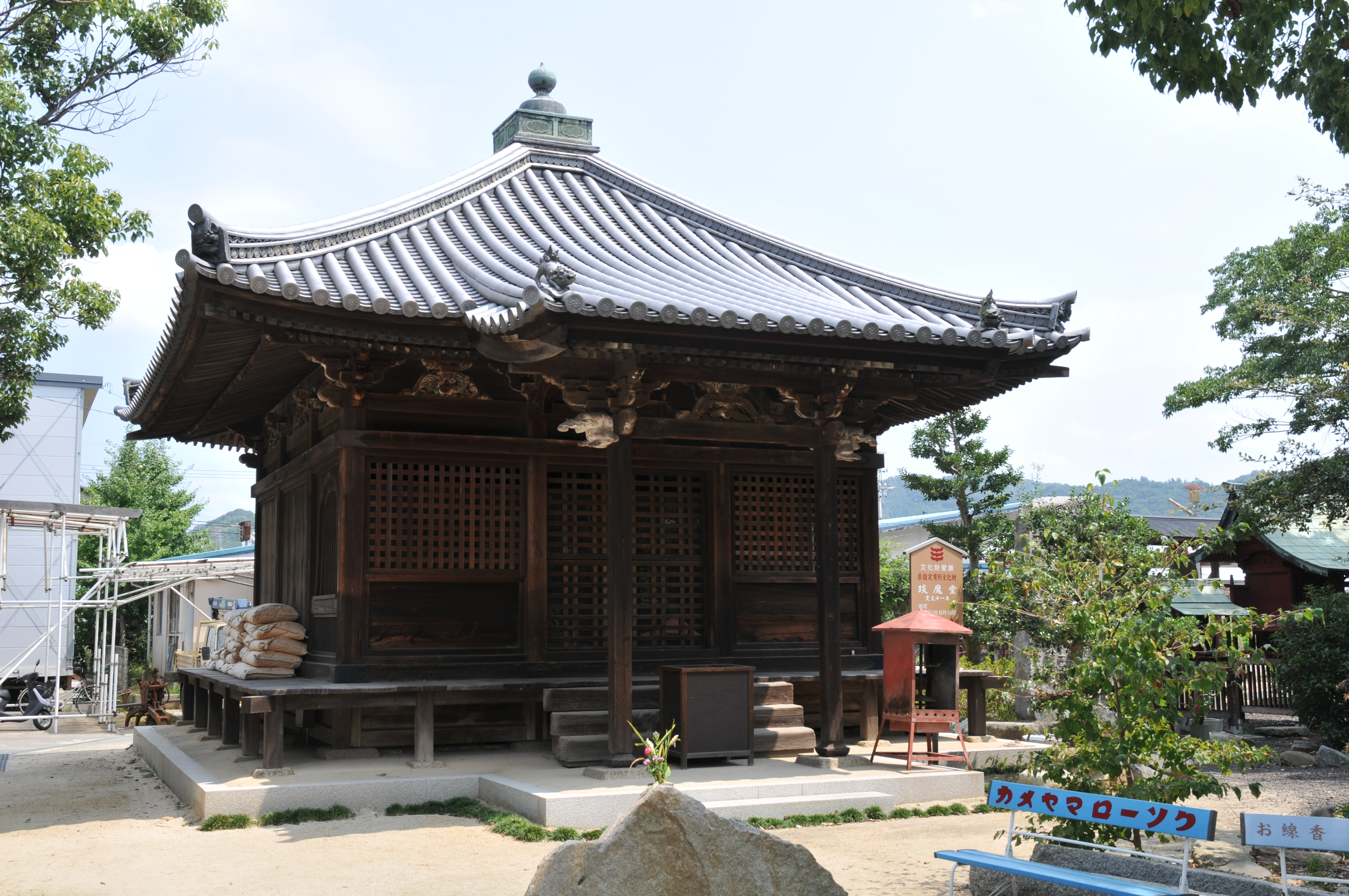
Emma-dō
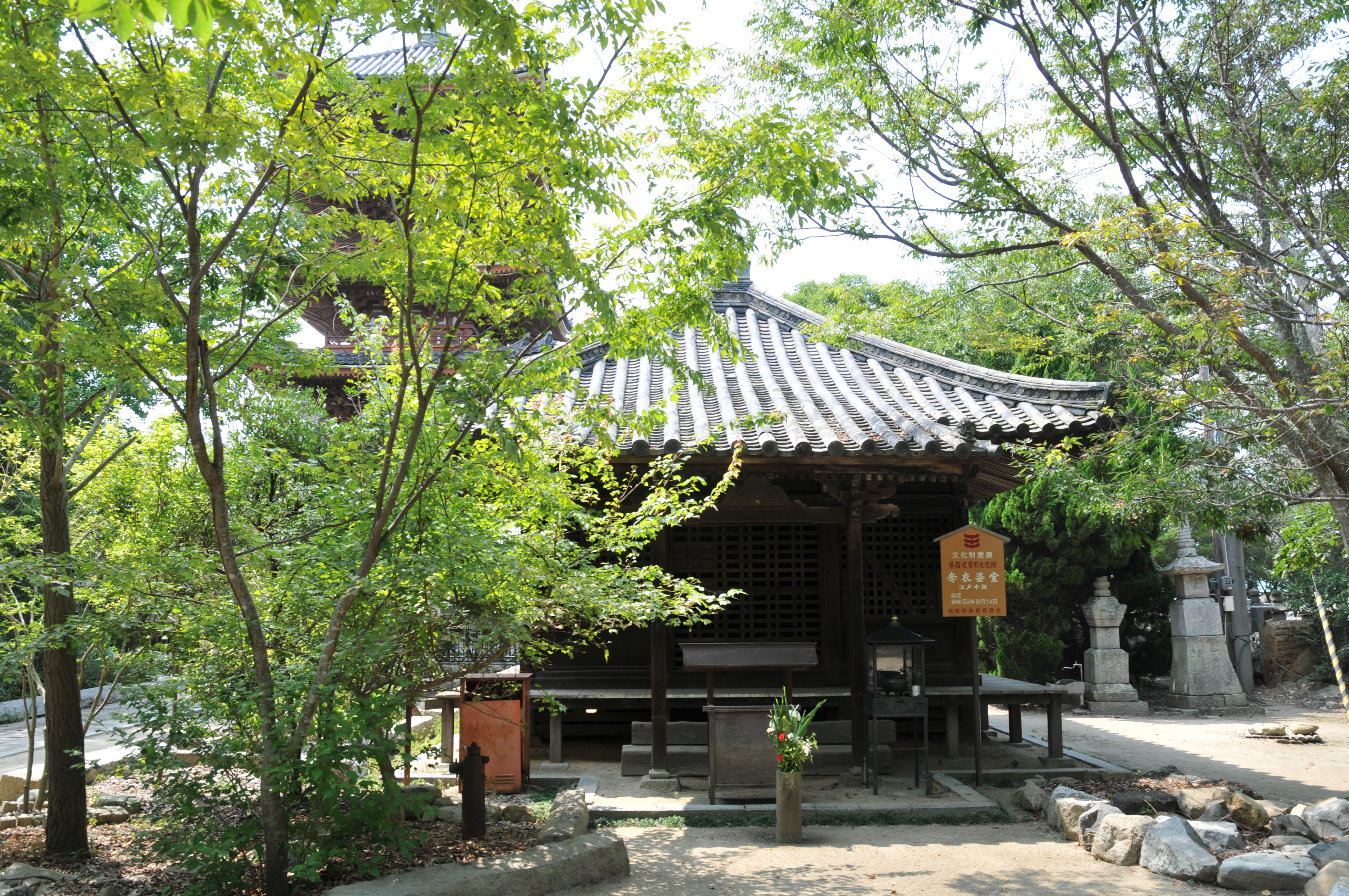
Datsueba-dō
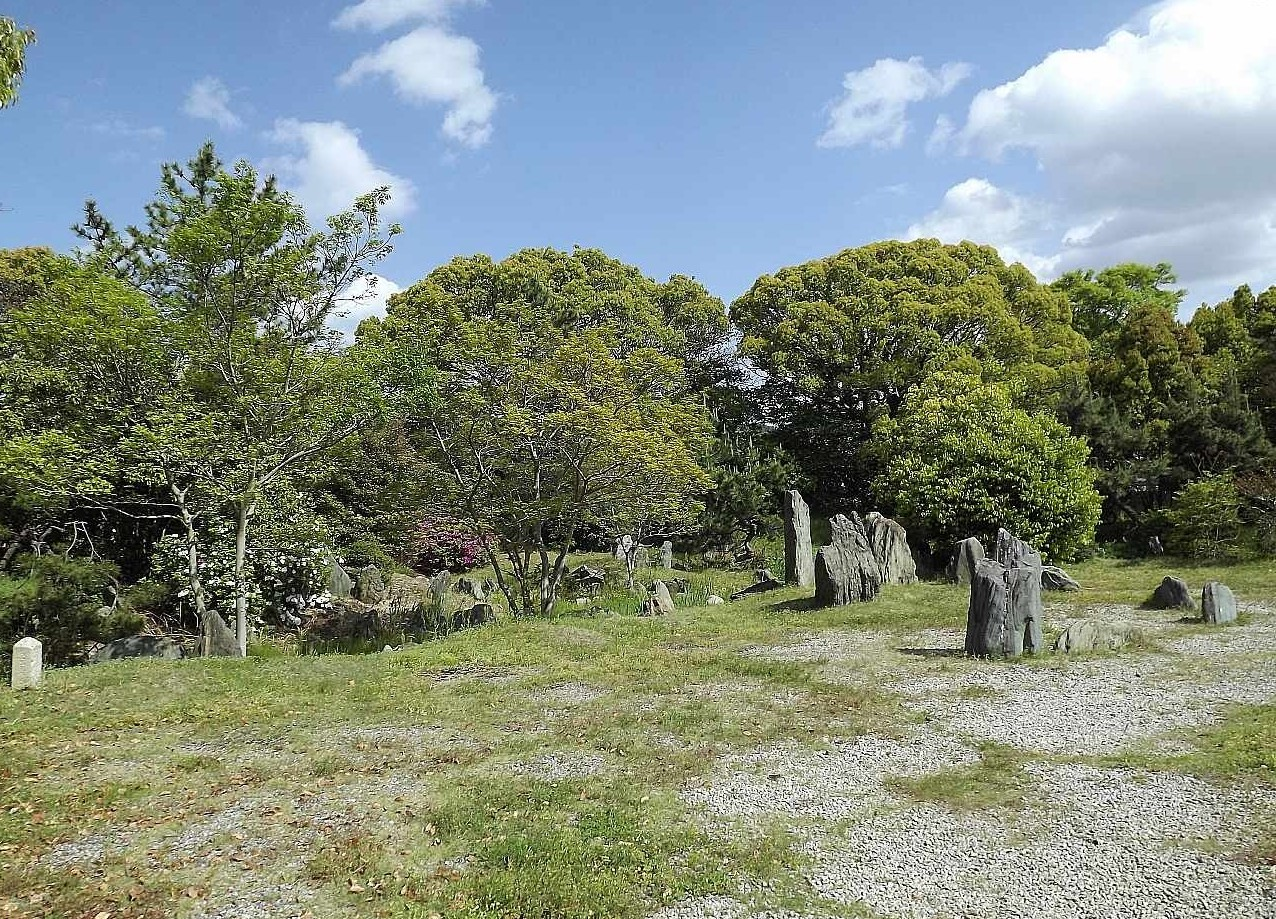
Im Garten der Abtei